# (877) Walküre
(877) Walküre est un astéroïde de la ceinture principale.

## Description
(877) Walküre est un astéroïde de la ceinture principale, découvert le 13 septembre 1915 par l'astronome russe Grigori Néouïmine à l'observatoire de Simeïz.
Il est nommé en référence aux Valkyries de la mythologie nordique,.